# Klášter Sainte-Enimie
Klášter Sainte-Enimie byl klášter založený již v 6. století nad vesnicí Sainte-Enimie, která se nachází v soutěsce Gorges du Tarn ve francouzském departementu Lozère. Klášter byl zrušen za Francouzské revoluce. Dnes z něj zbyl pouze starý refektář a románská kaple Sainte-Madeleine.

## Historie

### Založení kláštera
Klášter Sainte-Enimie založil v 6. století biskup z Gévaudanu, svatý Ilère. Klášter však rychle upadl v zapomnění. Doklady o životě svaté Enimie, která údajně žila v 7. století, neuvádějí žádné podrobnosti o přítomnosti mnichů. V 10. století se zdá, že klášter již nebyl obýván.

### Obnovení kláštera
V roce 951 se mendský biskup Étienne rozhodl „obnovit klášter, ve kterém leží ostatky blahoslavené Énimie, ke cti Matky Boží v jeho dřívějším lesku“. Jestliže legenda O životě svaté Enimie, která se dochovala a jejímž autorem je trubadúr Bertran de Marseille, pochází z 12. století, zdá se být jisté, že v klášteře byly již tehdy uloženy ostatky této merovejské princezny.
Obnovený klášter byl svěřen Dalmaceovi z opatství Saint-Chaffre du Monastier-sur-Gazeille a byl zařazen do benediktinské řehole. Dalmace sice přebral klášter, ale odmítl být závislý na biskupství v Mende. Požadoval proto úplné a dědičné darování kláštera. Biskup z Mende nakonec dohodu přijal, ovšem s určitými omezeními. Všichni protagonisté této dohody se museli vydat do Říma a listinu podepsali 5. května 951 před hrobem svatého Petra mendský biskup Etienne, biskup z Le Puy-en-Velay Godescalc, papež Agapet II. a četní další duchovní.

### Období prosperity
Po obnovení kláštera nastalo období prosperity. Poutě k relikviím svaté Enimie se stále množily.
V 15. století se klášter zřejmě stal opatstvím. Prvním opatem byl François Alamand, který byl generálním vikářem diecéze Mende v době biskupa Giuliana della Rovere, pozdějšího papeže Julia II.. Byl to on, kdo byl kolem roku 1478 zvolen biskupem v Mende, ale odstoupil ve prospěch Giuliana della Rovere. Jeho strýc, rovněž jménem François, byl v letech 1425 až 1458 převorem v klášteře v Sainte-Enimie a od krále Karla VII. získal mnohá privilegia zajišťující klášteru královskou ochranu. Po jeho smrti v roce 1459 se stal jeho nástupcem. Klášter tehdy tvořilo 12 mnichů.
V roce 1491 získal François Alamand od papeže Inocence VIII. právo zrušit případné zcizení majetku kláštera. Toho roku ho ve funkci převora nahradil Antoine Raymond, kterého však často zastupoval, když byl nepřítomen.
V roce 1597 dosáhl tehdejší převor od mateřského opatství Saint-Chaffre povolení k tomu, aby klášter byl v období od listopadu do dubna vytápěn.

### Zrušení kláštera za Francouzské revoluce
Klášter Sainte-Enimie zrušil 30. července 1790 biskup Jean-Arnaud de Castellane. Poté byl klášter prodán jako státní majetek a postupně rozparcelován a vypálen. Dnes se v obci Sainte-Enimie zachovaly pouze dva zbytky bývalého kláštera: kaple Sainte-Madeleine a starý refektář. Ten je někdy využíván jako výstavní prostor. Tyto budovy byly v roce 1932 zapsány na francouzský seznam historických památek.

## Galerie

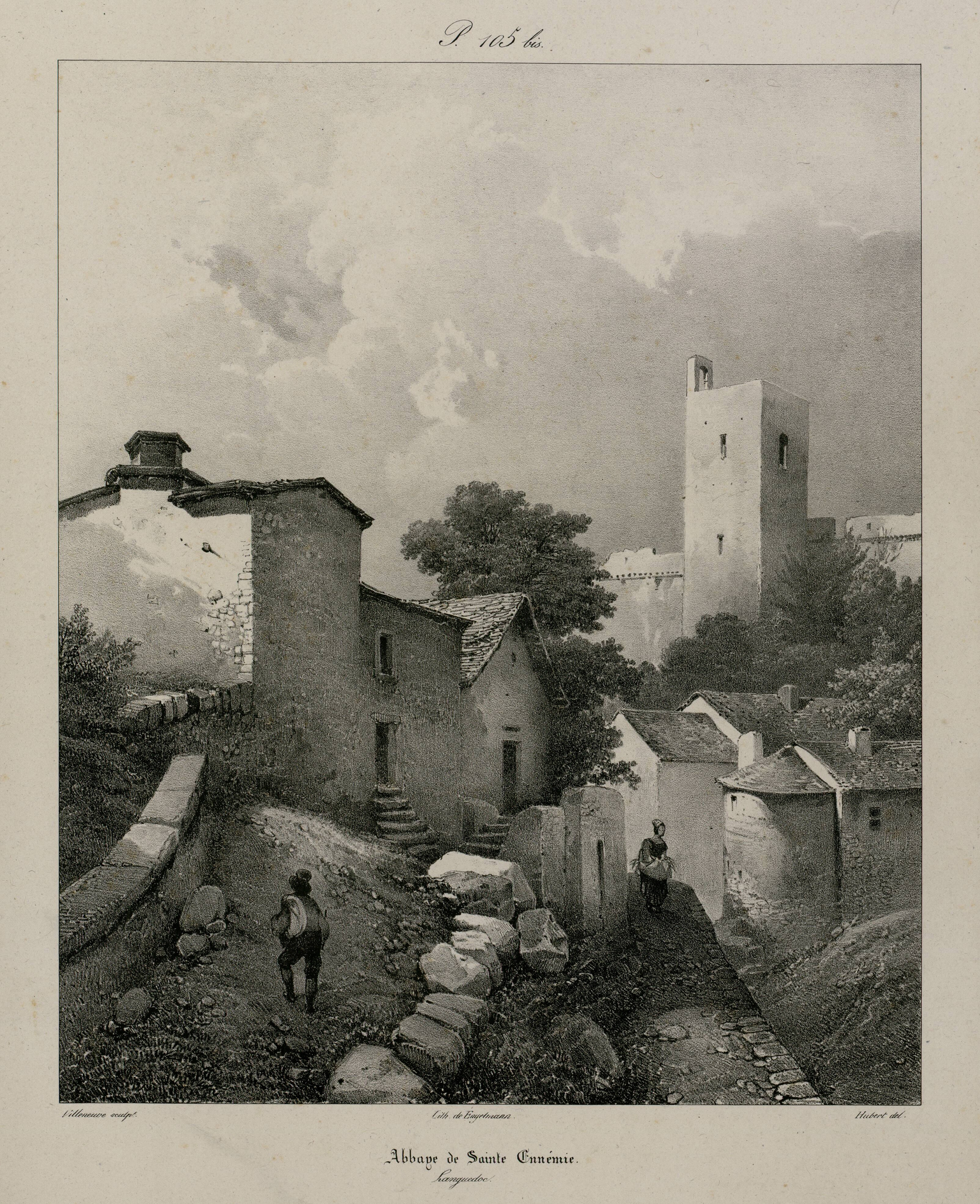
Historický pohled na klášter na počátku 19. století
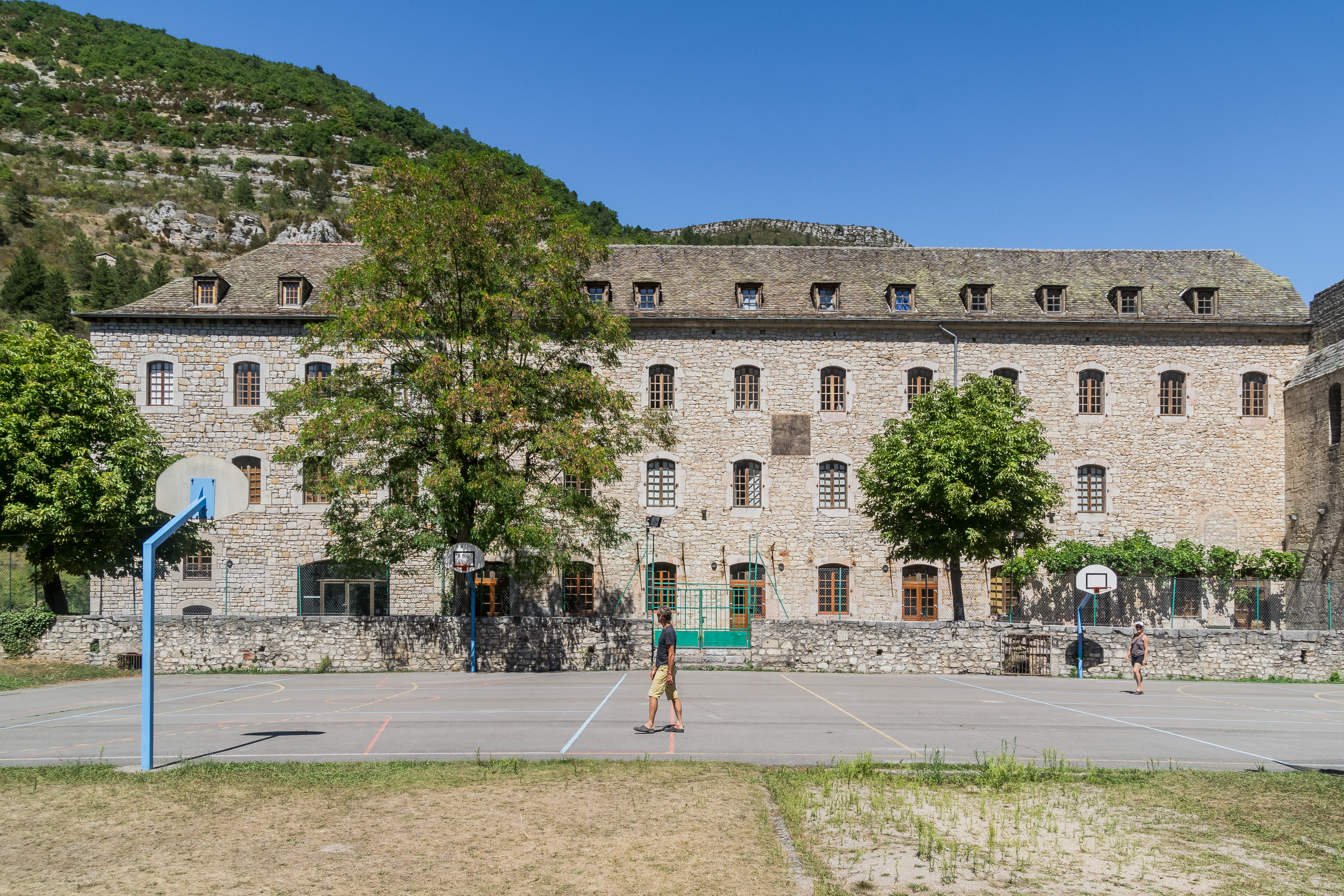
Budova refektáře kláštera
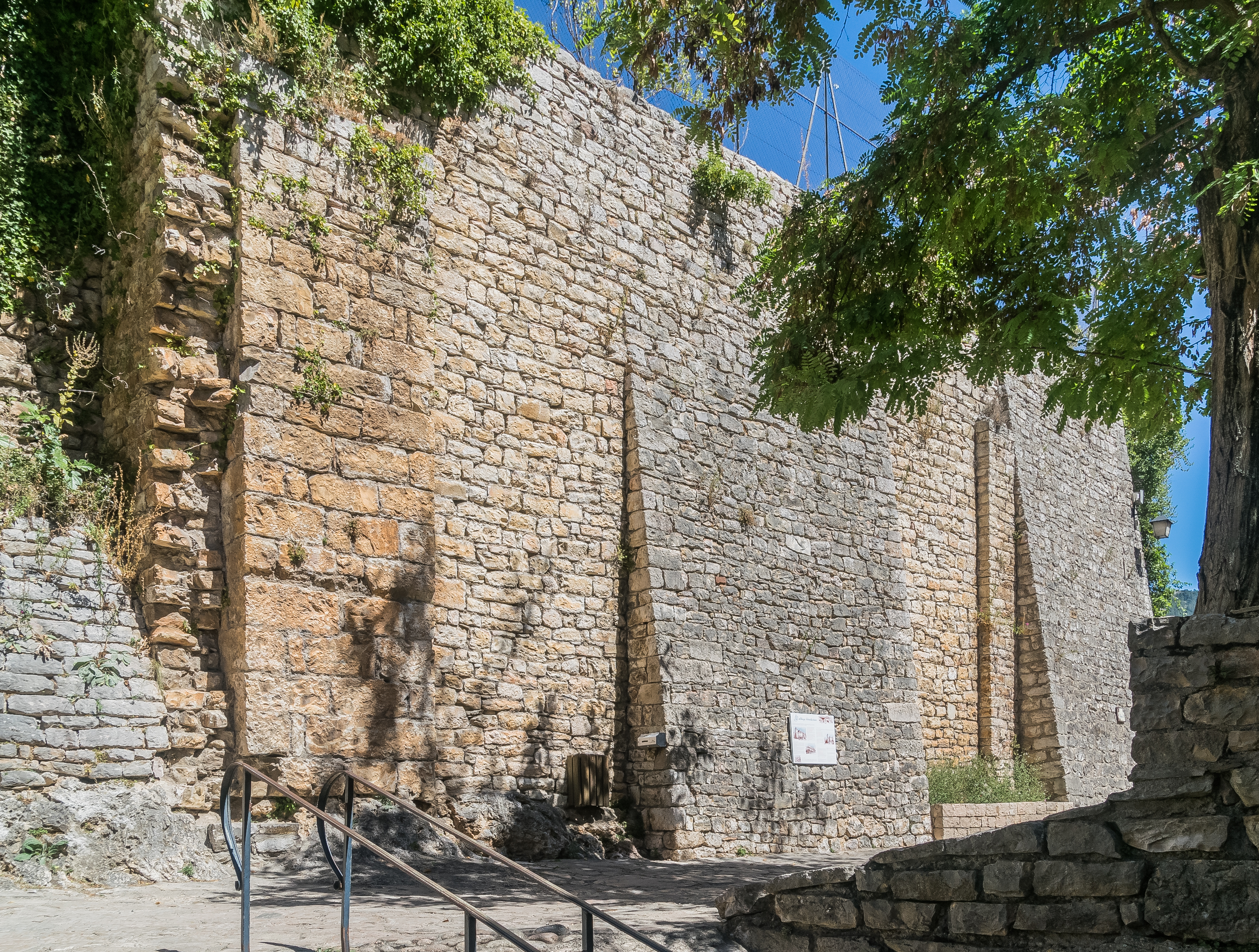
Opevnění bývalého opatství v Sainte-Enimie
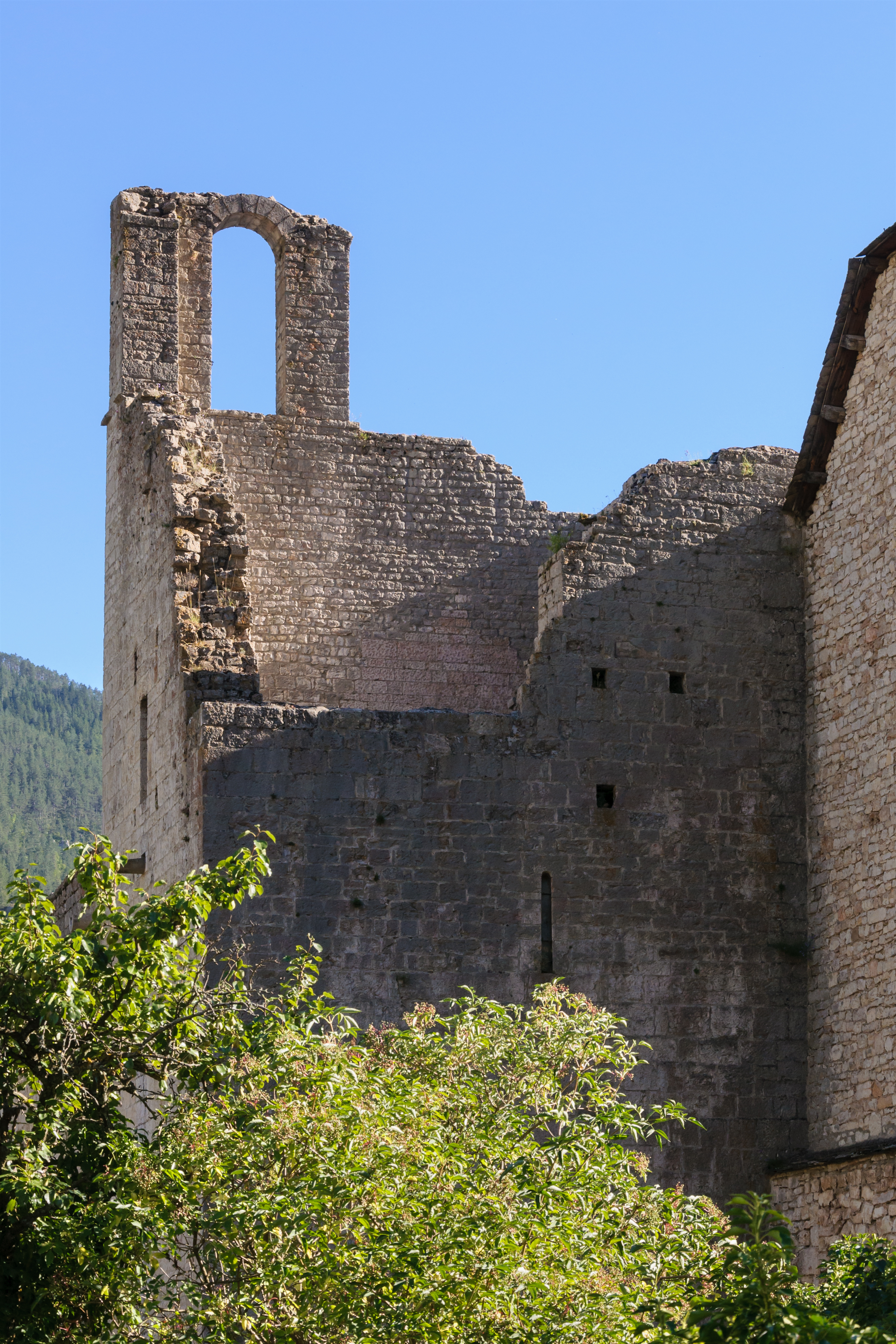
Ruiny bývalého kláštera
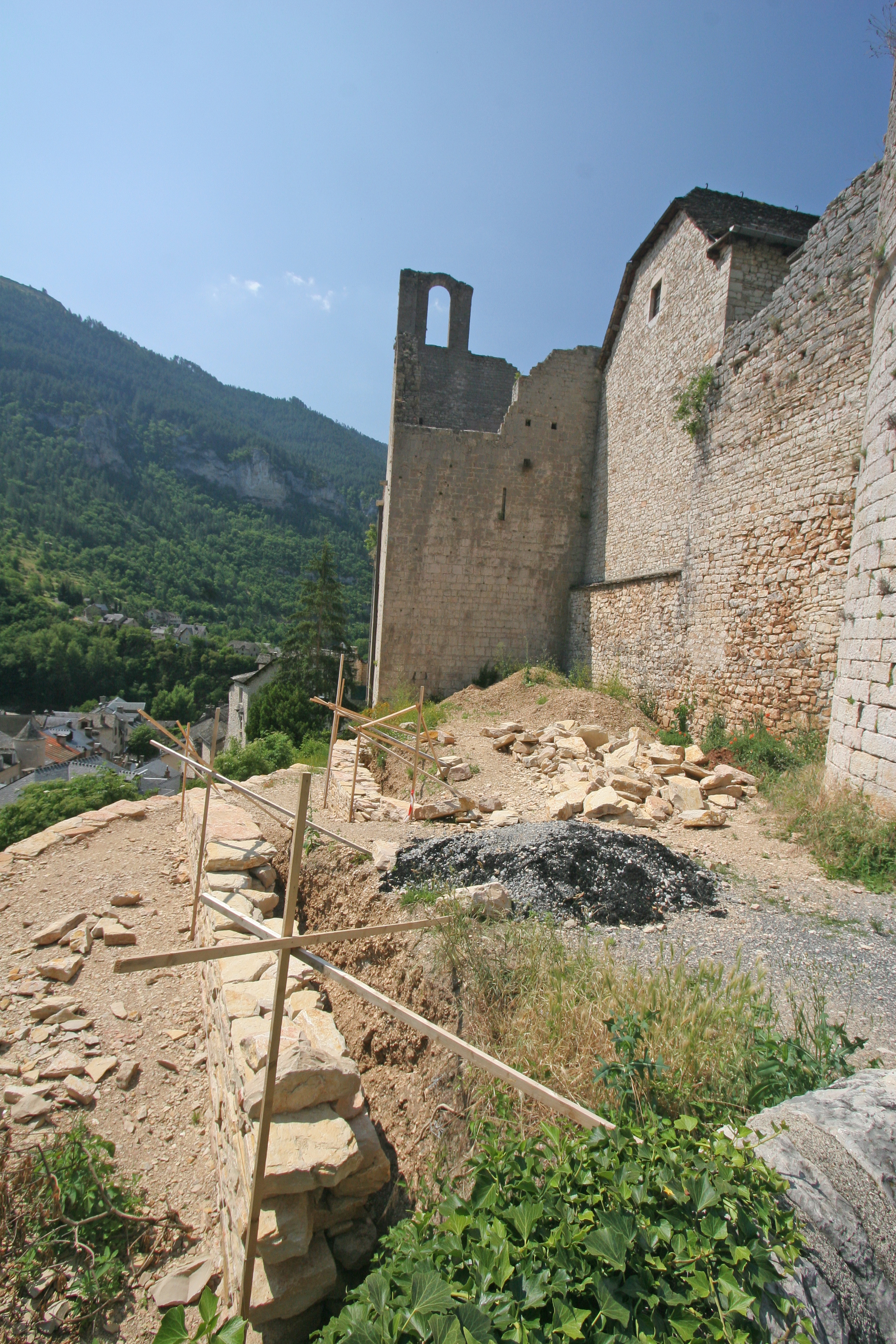
Ruiny bývalého kláštera
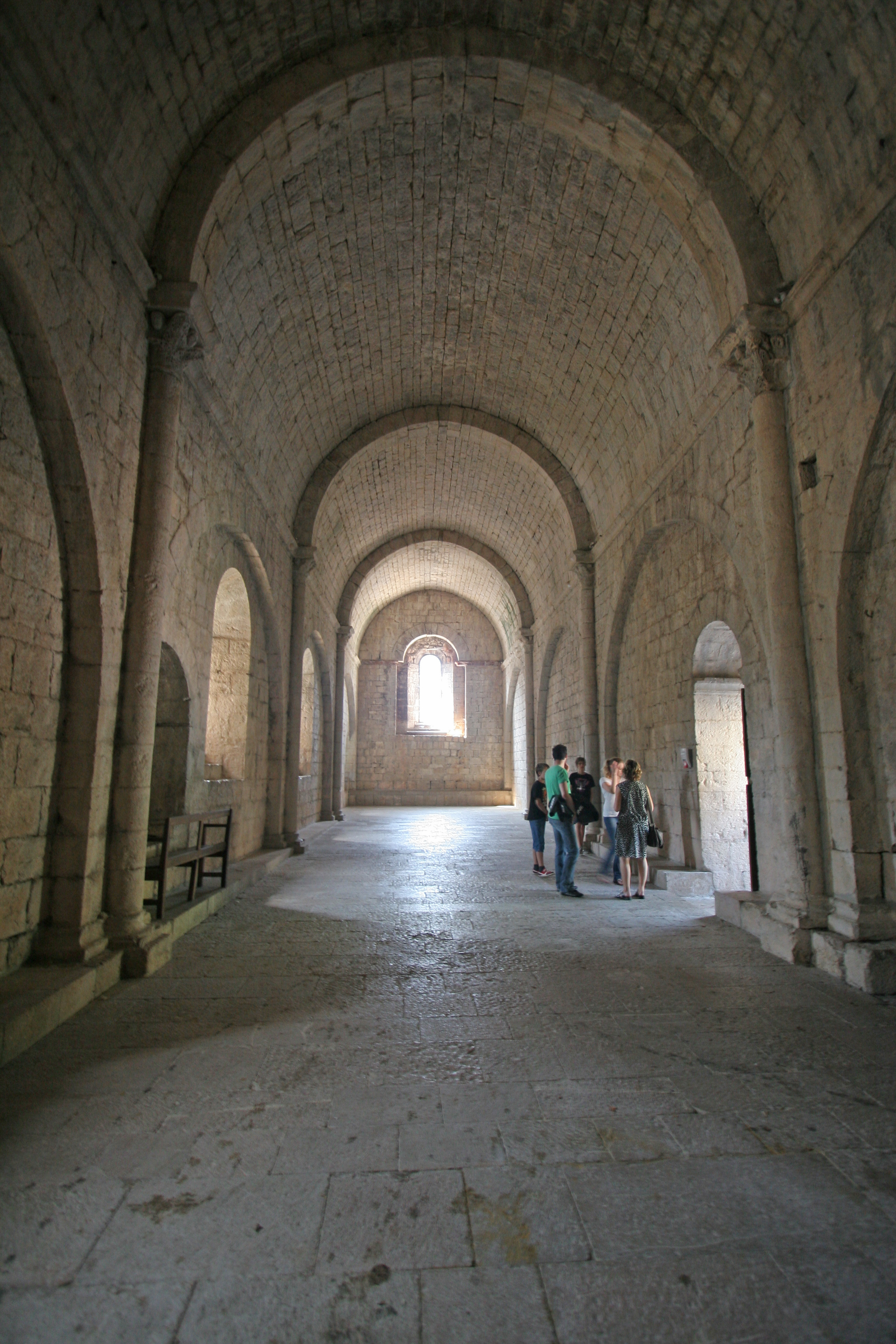
Interiér kaple kláštera